# Kantihalle Frauenfeld
Die Kantihalle Frauenfeld ist eine Dreifachturnhalle im Südosten der Stadt Frauenfeld, dem Hauptort des Schweizer Kantons Thurgau.

## Geschichte
Die Dreifachhalle wurde nach Plänen der Architekten Peter Stutz & Markus Bolt erbaut und im Jubiläumsjahr 2003 eingeweiht. Sie ist an die bestehende Doppelturnhalle angebaut und bildet den östlichen Abschluss des Schulareals. Mit dem Erweiterungsbau ist ein architektonisch ganzheitliches Sportzentrum entstanden, das den Anforderungen von Schulbetrieb und Sportveranstaltungen entspricht.

## Nutzung
Sie ist das Stadion der Red Lions Frauenfeld. Für die Unihockeyspiele hat die Halle eine kleine Tribüne mit ca. 1000 Zuschauern Kapazität.
Tagsüber wird die Sporthalle von der Kantonsschule Frauenfeld genutzt.

## Erreichbarkeit
Ab Bahnhof Frauenfeld ist die Halle innerhalb von 10 Minuten zu Fuss erreichbar oder mit dem Stadtbus der Linie 1 (Spital) bis Haltestelle Thundorferstrasse.

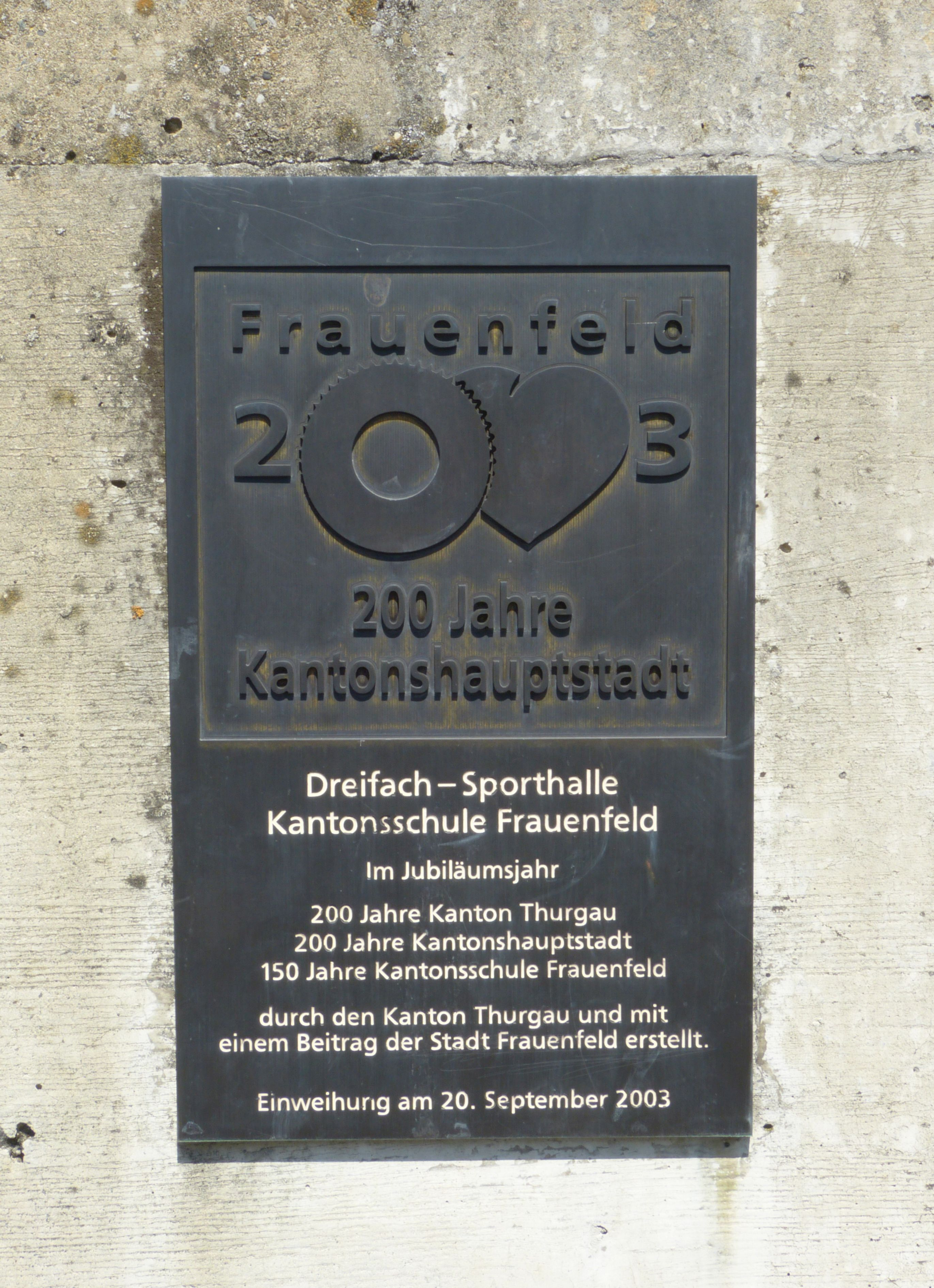
Infotafel Dreifach-Sporthalle